# Sainte-Foy-la-Longue
Sainte-Foy-la-Longue é uma comuna francesa na região administrativa da Nova Aquitânia, no departamento da Gironda. Estende-se por uma área de 9,44 km². Em 2010 a comuna tinha 129 habitantes (densidade: 13,7 hab./km²).